# Henk Nieborg
Henk Nieborg (15 de novembro de 1969) é um holandês, designer de games, animador e pixel artista. Teve mais de 32 títulos publicados, dentre estes foi o design e artista principal em The Misadventures of Flink e The Adventures of Lomax, além de ter trabalhado em Lionheart, Shantae, Spyro 5, Harry Potter e A Câmara Secreta, Contra 4 etc. Henk é o artista principal de Xeno Crisis (um jogo para Mega Drive com estimativa de ser lançado em outubro de 2018) e está lidando com os tilesets, sprites e UI.

## Carreira
Henk Nieborg vem produzindo pixel art desde 1985, quando fazia isso em uma TV em preto-e-branco. Seu primeiro projeto publicado foi "Ghost Battle" em 1990, o que lhe rendeu seu primeiro emprego na Thalion software. Em 1992, ele estava trabalhando por conta própria e desde então trabalhou para uma variedade de editores, incluindo WayForward Technologies em  Contra 4 , a série  Mighty!  ou Shantae: Risky's Revenge, em que ele era o principal artista de fundo, e Shantae and the Pirate's Curse em que ele era um artista de azulejos. Henk Nieborg trabalha atualmente sob a propriedade "Pix in Space".

## Influências
Henk Nieborg alega que os seus jogos favoritos são da série "Metal Slug" e os jogos de ação/tiro japoneses em geral e seus filmes favoritos são Snatch, Natural Born Killers e Fight Club.

## Obras
Esta é uma lista de projetos em que Henk Nieborg esteve envolvido, de acordo com a Metacritic e a página Pix in Space.

### Design
- The Misadventures of Flink - design de jogos (1994)
- The Adventures of Lomax - game design (1996)

### Arte e animação
- Charly  - gráficos (1989)
- Ghost Battle  - gráficos e animação (1990)
- Lionheart - gráficos e animação (1992)
- Amberstar  - gráficos adicionais / obras de arte (1992)
- Amber Moon  - introdução animação e fundos (1992)
- The Misadventures of Flink - gráficos e animação (1994)
- The Adventures of Lomax - gráficos e animação (1996)
- Atlantis - The Lost Empire - pixel art tilesets (2000)
- Harry Potter and the Chamber of Secrets - texturização de personagens, gráficos HUD, tilesets de pixel art e animação (2001)
- Keep the Balance! - gráficos (2001)
- Sphinx and the Cursed Mummy - texturização do ambiente (2003)
- Spyro: A Hero's Tail - modelagem de ambiente, texturização, iluminação, frontend / HUD (2004)
- Robots  - frontend adicional e gráficos HUD (2005)
- Batman Begins  - modelagem frontend, texturização e iluminação (2005)
- Medal of Honor (Mobile)  - tilesets de fundo e animações (2005)
- Babar to the Rescue - pixel art e tilesets de plano de fundo (2005)
- Mini Golf  - animações de fundo (2006)
- Escape From Paradise City  - ícones do jogo (2006)
- The Outfit  - texturização de personagens (2006)
- Tetris Evolution  - arte da pele e ícones do jogo (2006)
- Garfield's Nightmare - modelagem de tileset 3D e texturização (2007)
- Pet Alien: An Intergalactic Puzzlepalooza - modelagem de tileset 3D e texturização (2007)
- Contra 4  - pixel art, tilesets de fundo e chefes (2007)
- Winnetou DS  - arte de pixel e mosaicos de plano de fundo (2007)
- Lock's Quest  - animação adicional de personagens (2008)
- Justice League Heroes: The Flash (Nintendo DS) - pixel art e tilesets de fundo (2008)
- Vicky the Viking  - pixelart e mosaicos de plano de fundo (2008)
- Wolfenstein RPG  - personagem e animação inimiga (2009)
- Where the Wild Things Are - pixel art e tilesets de fundo (2009)
- Barbie and the Three Musketeers - colorido, fundo de obras de arte tilesets (2009)
- Mighty Flip Champs!  - arte adicional (2009)
- Shantae: Risky's Revenge  - artista de fundo principal (2010)
- Batman: The Brave and the Bold – The Videogame - artes de pixel e tilesets de fundo (2010)
- Theme Park  - modelagem e texturização de objetos low-poly (2010)
- Bakugan: Rise of the Resistance - pixel art e tilesets de fundo (2011)
- Thor: God of Thunder  - pixel art e tilesets de fundo (2011)
- Mighty Switch Force!  - pixel art, tilesets de fundo e recursos (2011), arte bitmap HD (Hyper Drive Edition) (2012)
- Mighty Switch Force! 2 - artista de plano de fundo (2012)
- Gunlord  - pixel art (2012)
- Adventure Time: Explore the Dungeon Because I DON'T KNOW! - pixel art adicional (2013)
- Transformers: Rise of the Dark Spark  - modelador de pixels (2014)
- Shantae and the Pirate's Curse - artista de cerâmica (2014)
- Mighty Switch Force! Hose It Down! - artista de fundo (2015)
- Mighty Switch Force! Academy - "clássico" fundos de palco (2015)

### Programação
- Batman Begins  - scripting (2005)